# Primer ministro de Quebec
El primer ministro de Quebec (en francés: Premier ministre du Québec)  es la máxima autoridad política en la provincia canadiense de Quebec; el cargo es otorgado al jefe del partido político con más escaños en la legislatura provincial y es designado por el Teniente Gobernador.

## Lista de primeros ministros de Quebec desde la Confederación (1867)
| Nombre | Nombre                                 | Período en el cargo                               | Partido                       |
| ------ | -------------------------------------- | ------------------------------------------------- | ----------------------------- |
|        | Pierre-Joseph-Olivier Chauveau         | 15 de julio de 1867 - 27 de febrero de 1873       | Partido Conservador de Quebec |
|        | Gédéon Ouimet                          | 27 de febrero de 1873 - 22 de septiembre de 1874  | Partido Conservador de Quebec |
|        | Charles-Eugène Boucher de Boucherville | 22 de septiembre de 1874 - 8 de marzo de 1878     | Partido Conservador de Quebec |
|        | Henri-Gustave Joly de Lotbinière       | 8 de marzo de 1878 - 31 de octubre de 1879        | Partido Liberal de Quebec     |
|        | Joseph-Adolphe Chapleau                | 31 de octubre de 1879 - 29 de julio de 1882       | Partido Conservador de Quebec |
|        | Joseph-Alfred Mousseau                 | 31 de julio de 1882 - 23 de enero de 1884         | Partido Conservador de Quebec |
|        | John Jones Ross                        | 23 de enero de 1884 - 25 de enero de 1887         | Partido Conservador de Quebec |
|        | Louis-Olivier Taillon                  | 25 de enero de 1887 - 29 de enero de 1887         | Partido Conservador de Quebec |
|        | Honoré Mercier                         | 29 de enero de 1887 - 21 de diciembre de 1891     | Partido Liberal de Quebec     |
|        | Charles-Eugène Boucher de Boucherville | 21 de diciembre de 1891 - 13 de diciembre de 1892 | Partido Conservador de Quebec |
|        | Louis-Olivier Taillon                  | 16 de diciembre de 1892 - 11 de mayo de 1896      | Partido Conservador de Quebec |
|        | Edmund James Flynn                     | 11 de mayo de 1896 - 24 de mayo de 1897           | Partido Conservador de Quebec |
|        | Félix-Gabriel Marchand                 | 24 de mayo de 1897 - 25 de septiembre de 1900     | Partido Liberal de Quebec     |
|        | Simon-Napoléon Parent                  | 3 de octubre de 1900 - 21 de marzo de 1905        | Partido Liberal de Quebec     |
|        | Lomer Gouin                            | 23 de marzo de 1905 - 8 de julio de 1920          | Partido Liberal de Quebec     |
|        | Louis-Alexandre Taschereau             | 9 de julio de 1920 - 11 de junio de 1936          | Partido Liberal de Quebec     |
|        | Adélard Godbout                        | 11 de junio de 1936 - 26 de agosto de 1936        | Partido Liberal de Quebec     |
|        | Maurice Duplessis                      | 26 de agosto de 1936 - 8 de noviembre de 1939     | Unión Nacional                |
|        | Adélard Godbout                        | 8 de noviembre de 1939 - 30 de agosto de 1944     | Partido Liberal de Quebec     |
|        | Maurice Duplessis                      | 30 de agosto de 1944 - 7 de sepiembre de 1959     | Unión Nacional                |
|        | Paul Sauvé                             | 11 de sepiembre de 1959 - 2 de enero de 1960      | Unión Nacional                |
|        | Antonio Barrette                       | 8 de enero de 1960 - 5 de julio de 1960           | Unión Nacional                |
|        | Jean Lesage                            | 5 de julio de 1960 - 16 de junio de 1966          | Partido Liberal de Quebec     |
|        | Daniel Johnson (padre)                 | 16 de junio de 1966 - 27 de septiembre de 1968    | Unión Nacional                |
|        | Jean-Jacques Bertrand                  | 2 de octubre de 1968 - 12 de mayo de 1970         | Unión Nacional                |
|        | Robert Bourassa                        | 12 de mayo de 1970 - 25 de noviembre de 1976      | Partido Liberal de Quebec     |
|        | René Levesque                          | 25 de noviembre de 1976 - 3 de octubre de 1985    | Partido Quebequés             |
|        | Pierre-Marc Johnson                    | 3 de octubre de 1985 - 12 de diciembre de 1985    | Partido Quebequés             |
|        | Robert Bourassa                        | 12 de diciembre de 1985 - 11 de enero de 1994     | Partido Liberal de Quebec     |
|        | Daniel Johnson (hijo)                  | 11 de enero de 1994 - 26 de septiembre de 1994    | Partido Liberal de Quebec     |
|        | Jacques Parizeau                       | 26 de septiembre de 1994 - 28 de enero de 1996    | Partido Quebequés             |
|        | Lucien Bouchard                        | 29 de enero de 1996 - 8 de marzo de 2001          | Partido Quebequés             |
|        | Bernard Landry                         | 8 de marzo de 2001 - 29 de abril de 2003          | Partido Quebequés             |
|        | Jean Charest                           | 29 de abril de 2003 - 19 de septiembre de 2012    | Partido Liberal de Quebec     |
|        | Pauline Marois                         | 19 de septiembre de 2012 - 23 de abril de 2014    | Partido Quebequés             |
|        | Philippe Couillard                     | 23 de abril de 2014 - 16 de octubre de 2018       | Partido Liberal de Quebec     |
|        | François Legault                       | 18 de octubre de 2018 -                           | Coalition avenir Québec       |